# 594012 Bulavina
594012 Bulavina è un asteroide della fascia principale. Scoperto nel 2011, presenta un'orbita caratterizzata da un semiasse maggiore pari a 2,2971045 au e da un'eccentricità di 0,0953766, inclinata di 7,39481° rispetto all'eclittica.